# 乌拉特前旗
40°44′13″N 108°39′08″E / 40.73703°N 108.652119°E
乌拉特前旗位于中国内蒙古自治区中部，是巴彦淖尔市下辖旗；面积7476平方公里，旗人民政府驻乌拉山镇。

## 历史
秦时，旗境属九原郡中部地。汉代，旗境北部属五原郡，西南部属朔方郡。北魏时期，屬六镇最西面之沃野镇。隋唐時設丰州，經歷五代、遼金時期，直到明初。明中期后，蒙古各部南下漠南，旗境被多伦土默特部所据，後為俺答汗的大明金國所屬，林丹汗被后金所灭後，統治该地的鄂尔多斯部归顺清朝。
清朝顺治五年（1648年），清廷将自呼伦贝尔归顺的乌喇特部分前、中、后三个旗。清朝对三旗扎萨克所封的爵位分别为前旗镇国公、中旗辅国公、后旗镇国公，故也称三公旗。顺治六年（1649年），清廷将乌拉特三公旗从西拉木伦河西迁至穆纳山（乌拉山）一带驻牧，以加强西部边疆戍卫，乌喇特前旗正式建制。因为当时3旗驻牧地也都在“哈达玛尔”（哈德门沟口，今分属包头市区的阿嘎如泰苏木柏树沟嘎查哈德门沟和卜尔汉图镇哈德门村），其中乌拉特前旗衙门在西，所以被俗称“西公旗”。乾隆三十年（1765年），乌拉特三公旗扎萨克各率部西迁，乌拉特西公旗迁至白彦花哈拉干卜隆。
清代時，乌拉特三公旗属乌兰察布盟，今乌拉特前旗旗府及整个河套平原的农区昔属伊克昭盟。清末实行“旗县并存”，境内汉族属安北县管理。中华民国时期先后属绥远特别区、绥远省。1954年以后取消“蒙汉分治”体制，安北县并入乌拉特前旗。

## 地理
乌前旗地处河套平原东端，隶属巴彦淖尔市，东临包头市，西接五原，南与鄂尔多斯市杭锦旗、达拉特旗隔河相望，北与乌拉特中旗接壤。地理位置在东经108°11′～109°54′、北纬40°28′～41°16′之间，其中山旱区4900平方公里，黄灌区2500平方公里。
地貌为“三山两川一面海，千里平原两道滩”。乌拉山、查石太山、白音察汉山，面积2303平方公里，约占30.8%，最高峰乌拉山大桦背海拔2322米。明安川、小佘太川，面积889平方公里，占11.3%。
乌梁素海水域面积44万亩，是中国八大淡水湖之一。套内平原、蓿亥滩和中滩，面积1811平方公里，占24.2%。

## 经济
2010年乌拉特前旗地区生产总值达96.5亿元，其中，第一产业增加值22.86亿元，第二产业增加值48.8亿元，第三产业增加值24.86亿元；三次产业结构为23.7：50.6：25.7。人均生产总值达到29552元，按年平均汇率折算达到4366美元。地方财政收入达到11.86亿元。全社会固定资产投资完成70.54亿元，社会消费品零售总额达到17.27亿元，金融机构各项存款余额53.68亿元，各项贷款余额56.04亿元，保险费收入1.32亿元，保险赔付支出4090万元。
截止至2023年，全旗地区生产总值为：180.6亿元人民币。
有居民或旅客指出：该旗县的大型商超非常少，没有“星巴克”咖啡店。且道路都较为狭窄，时常出现堵车现象。市区内高层楼房非常少，大部分为平房，多层或城中村。

## 行政区划
乌拉特前旗下辖9个镇、2个苏木：
乌拉山镇、白彦花镇、先锋镇、新安镇、西小召镇、大佘太镇、明安镇、小佘太镇、苏独仑镇、额尔登布拉格苏木、沙德格苏木、巴彦淖尔市中滩农场、巴彦淖尔市西山咀农场、巴彦淖尔市新安农场、巴彦淖尔市苏独仑农场、巴彦淖尔市大佘太牧场和巴彦淖尔市乌梁素海渔场。

## 人口
根據第七次人口普查數據，截至2020年11月1日零時，烏拉特前旗常住人口為257827人。
人口34万人（农牧区人口22.7万、城镇人口11.3万），是一个汉族居多数、蒙古族为主体、回、满、壮等16个民族聚居的旗县，汉族人口约32万人，占95.2%；蒙古族人口1.37万人，占3.9%；其它少数民族人口0.29万人，占0.88%。

## 交通
- 110国道过境。
- 在建 乌甘高速之起点。
- 该旗共有一个高速出入口，名称为乌拉山收费站，是G6（京藏高速）G7（京新高速）的必经之路